# 1624 год
1624 (ты́сяча шестьсо́т два́дцать четвёртый) год  по григорианскому календарю — високосный год, начинающийся в понедельник. Это 1624 год нашей эры, 4‑й год 3‑го десятилетия XVII века 2‑го тысячелетия, 5‑й год 1620‑х годов. Он закончился 401 год назад.
| Пн | Вт | Ср | Чт | Пт | Сб | Вс |
| 1  | 2  | 3  | 4  | 5  | 6  | 7  |
| 8  | 9  | 10 | 11 | 12 | 13 | 14 |
| 15 | 16 | 17 | 18 | 19 | 20 | 21 |
| 22 | 23 | 24 | 25 | 26 | 27 | 28 |
| 29 | 30 | 31 |    |    |    |    |

| Пн | Вт | Ср | Чт | Пт | Сб | Вс |
|    |    |    | 1  | 2  | 3  | 4  |
| 5  | 6  | 7  | 8  | 9  | 10 | 11 |
| 12 | 13 | 14 | 15 | 16 | 17 | 18 |
| 19 | 20 | 21 | 22 | 23 | 24 | 25 |
| 26 | 27 | 28 | 29 |    |    |    |

| Пн | Вт | Ср | Чт | Пт | Сб | Вс |
|    |    |    |    | 1  | 2  | 3  |
| 4  | 5  | 6  | 7  | 8  | 9  | 10 |
| 11 | 12 | 13 | 14 | 15 | 16 | 17 |
| 18 | 19 | 20 | 21 | 22 | 23 | 24 |
| 25 | 26 | 27 | 28 | 29 | 30 | 31 |

| Пн | Вт | Ср | Чт | Пт | Сб | Вс |
| 1  | 2  | 3  | 4  | 5  | 6  | 7  |
| 8  | 9  | 10 | 11 | 12 | 13 | 14 |
| 15 | 16 | 17 | 18 | 19 | 20 | 21 |
| 22 | 23 | 24 | 25 | 26 | 27 | 28 |
| 29 | 30 |    |    |    |    |    |

| Пн | Вт | Ср | Чт | Пт | Сб | Вс |
|    |    | 1  | 2  | 3  | 4  | 5  |
| 6  | 7  | 8  | 9  | 10 | 11 | 12 |
| 13 | 14 | 15 | 16 | 17 | 18 | 19 |
| 20 | 21 | 22 | 23 | 24 | 25 | 26 |
| 27 | 28 | 29 | 30 | 31 |    |    |

| Пн | Вт | Ср | Чт | Пт | Сб | Вс |
|    |    |    |    |    | 1  | 2  |
| 3  | 4  | 5  | 6  | 7  | 8  | 9  |
| 10 | 11 | 12 | 13 | 14 | 15 | 16 |
| 17 | 18 | 19 | 20 | 21 | 22 | 23 |
| 24 | 25 | 26 | 27 | 28 | 29 | 30 |

| Пн | Вт | Ср | Чт | Пт | Сб | Вс |
| 1  | 2  | 3  | 4  | 5  | 6  | 7  |
| 8  | 9  | 10 | 11 | 12 | 13 | 14 |
| 15 | 16 | 17 | 18 | 19 | 20 | 21 |
| 22 | 23 | 24 | 25 | 26 | 27 | 28 |
| 29 | 30 | 31 |    |    |    |    |

| Пн | Вт | Ср | Чт | Пт | Сб | Вс |
|    |    |    | 1  | 2  | 3  | 4  |
| 5  | 6  | 7  | 8  | 9  | 10 | 11 |
| 12 | 13 | 14 | 15 | 16 | 17 | 18 |
| 19 | 20 | 21 | 22 | 23 | 24 | 25 |
| 26 | 27 | 28 | 29 | 30 | 31 |    |

| Пн | Вт | Ср | Чт | Пт | Сб | Вс |
|    |    |    |    |    |    | 1  |
| 2  | 3  | 4  | 5  | 6  | 7  | 8  |
| 9  | 10 | 11 | 12 | 13 | 14 | 15 |
| 16 | 17 | 18 | 19 | 20 | 21 | 22 |
| 23 | 24 | 25 | 26 | 27 | 28 | 29 |
| 30 |    |    |    |    |    |    |

| Пн | Вт | Ср | Чт | Пт | Сб | Вс |
|    | 1  | 2  | 3  | 4  | 5  | 6  |
| 7  | 8  | 9  | 10 | 11 | 12 | 13 |
| 14 | 15 | 16 | 17 | 18 | 19 | 20 |
| 21 | 22 | 23 | 24 | 25 | 26 | 27 |
| 28 | 29 | 30 | 31 |    |    |    |

| Пн | Вт | Ср | Чт | Пт | Сб | Вс |
|    |    |    |    | 1  | 2  | 3  |
| 4  | 5  | 6  | 7  | 8  | 9  | 10 |
| 11 | 12 | 13 | 14 | 15 | 16 | 17 |
| 18 | 19 | 20 | 21 | 22 | 23 | 24 |
| 25 | 26 | 27 | 28 | 29 | 30 |    |

| Пн | Вт | Ср | Чт | Пт | Сб | Вс |
|    |    |    |    |    |    | 1  |
| 2  | 3  | 4  | 5  | 6  | 7  | 8  |
| 9  | 10 | 11 | 12 | 13 | 14 | 15 |
| 16 | 17 | 18 | 19 | 20 | 21 | 22 |
| 23 | 24 | 25 | 26 | 27 | 28 | 29 |
| 30 | 31 |    |    |    |    |    |

## События
- 1511—1641 — Малайско-португальская война. Вооружённый конфликт XVI-XVII веков, в котором Малаккский султанат при поддержке империи Мин, Голландской Ост-Индской компании (с 1607) и Джохора безуспешно сопротивлялся Португальской империи, стремившейся захватить Малакку и установить контроль над торговлей между Индией и Китаем[1].
- 1601—1661 — Голландско-португальская война. Вооружённый конфликт, в котором голландские Ост-Индская и Вест-Индская компании воевали по всему миру против Португальской империи[2].   
  - 8 мая — захват Салвадор-да-Баия голландцами. Сражение между Португалией (в то время объединенной с Испанией в Пиренейском союзе) и Голландской Вест-Индской компанией, завершившееся захватом последней бразильского города Сальвадор[3].
- 1612—1624 — Казахско-бухарские сражения. Вооруженные столкновения между родственными ханами из рода Чингис-хана, потомков сына Джучи - Тукай-Тимура, владетелями из Казахского ханства и Бухарским ханами из рода чингизида Тукай-Тимура за спорные земли Могулистан[4].
- 1618—1648 — Тридцатилетняя война в Европе[5]. 
  - 1620—1639 — война за Вальтеллину. Один из эпизодов Тридцатилетней войны[6].
  - 10 июня — подписан Компьенский договор между Королевством Франция, Королевством Англия и Республикой Соединенных провинций, о создании союза против императорского дома Габсбургов[7].
  - 28 августа 1624—2 июня 1625 — осада Бреды[8].
- 1618—1683 — маньчжурское завоевание Китая. Процесс распространения власти маньчжурской империи Цин на территорию, принадлежавшую китайской империи Мин[9].
- 1621—1626 — Польско-шведская война[10].
- 1621—1648 — второй этап Нидерландской буржуазной революции (Восьмидесятилетняя война). Религиозно-идеологическая, политическая и социально-экономическая борьба Семнадцати провинций за независимость от испанского владычества[11].
  - 1624—1625 — третья осада Бреды (см. 1581, 1590 и 1637 год)[8].
- 1622—1628 — восстание Абаза. Военный конфликт вызванный из-за убийства разгневавшихся янычар правителя Османа II[12].
- 1623—1639 — Турецко-персидская война[13].
  - 1623—1624 — закончился захват Месопотамии Сефевидами. Военный поход Шаха Аббаса Ι Великого против Османов[14].
  - 12 января — 3-дневная осада Багдада и взятие османского города персидской армией под командованием Аббаса I Великого[13].
- Февраль — четвёртый парламент Якова I. Правительство пошло на уступки: отменило большинство монополий и объявило войну Испании. Начало войны с Французским королевством.
- 20 июня — битва под Мартыновом. Польское войско во главе с польным гетманом коронным Станиславом Конецпольским нанесло тяжелое поражение татарам[15].
- Яков I ликвидировал Лондонскую компанию, и Виргиния стала королевской колонией. Во главе колонии поставлен губернатор, при нём совет и выборное собрание депутатов.
- Основание англичанами Мериленда. Королевская хартия провозгласила лорда Балтимора владетелем провинции и верховным собственником земли.
- Восстание крестьян в провинции Керси (Франция).
- Баварцы приступили к контрреформации в Верхней Австрии.
- Образование Луцкого братства при православной церкви.
- Китайские войска вытеснили голландцев с Пэнхуледао. Захват части острова Тайвань голландцами.
- Захват голландцами Бразилии.
- Разграбление казаками окрестностей Стамбула.

## Русское государство
Царствование: 1613—1645 — Михаил Фёдорович
- Январь — Колтовская Анна Алексеевна, четвёртая жена Ивана Грозного (с 1572 года) возвратилась из Устюжны-Железопольской обратно в Тихвинский Введенский монастырь (см. 1598, 1612)[16].
- Киевский митрополит Иов (Борецкий) просил царя Михаила Фёдоровича заступиться за свою паству — "росийскаго ти племени единоутробных людей"[17].
- Хворостинин Иван Андреевич находящийся в ссылке с 1622 года, покаявшись и написав анти католическую поэму "Изложение на еретики — злохульники", получает прощение и возвращается в Москву[18].
- Томск отразил нападение енисейских кыргызов и телеутов[19].
- Кузнецкий острог отразил нападение киргизов, томских и кузнецких татар, телеутов и джунгаров[20].
- Местничество: 
  - Звенигородский Юрий Андреевич и Татев Иван Фёдорович[21].
  - Долгоруков Даниил Иванович Шабановский и боярин Шереметев Фёдор Иванович[21].

### Города и поселения
- 1619—1625 — в Сольвычегодске на Троицкой стороне возводился новый острог (22 башни, свыше 1,4 км.)[22].
- 1624—1626 — реконструировался Енисейский острог (сов. Енисейск)[23].
- 1624—1625 — надстроена Фроловская (Спасская с 1658 года) башня — увенчана высоким шатром (общая высота 67 метров) и украшена скульптурой. На ней были размещены новые городские часы с курантами (англ. мастер Х. Галовей, упоминание о первых часах на башне относится к 1585 году)[24].
- 1624—1626 — построен новый Можайский кремль (проект Дж. Талера и И. В. Измайлова, зодчие Бажен Огурцов, М. Ушаков, Ф. Возоулин; стены из кирпича, фундамент из белого камня; 6 башен и 2 ворот; взорванные в 1618 году Никольские ворота были восстановлены) на северном посаде возведён деревянный острог[25].
- Архитекторы Бажен Огурцов и Джон Талер переложили своды Успенского собора Московского Кремля, поведя под них подпружные арки и железные связи. В результате были утрачены белокаменные капители, украшавшие 4 круглые колонны и живопись начала XVI века[26].
- С севера к Петроковской церкви поставленной в 1532—1543 годах (арх. Петрок Малый) и входивший в состав колокольни Ивана Великого, пристроена прямоугольная Филаретова пристройка (арх. Д. Талер и Б. Огурцов), получившая название по имени заказчика — патриарха Филарета[27].

- Впервые, в переписной книге Ржевского уезда, упоминается сельцо Каменное (сов. г. Кувшиново)[28].

- Село Сундырь (сов. г. Мариинский Посад) вместе с окрестными населёнными пунктами отданы во владение митрополитам Крутицким[29].

### Руководители приказов
| Года      | Приказ                | Ф,И,О главы                     | Примечания                    |
| --------- | --------------------- | ------------------------------- | ----------------------------- |
| 1619-1628 | Ямской приказ         | Пожарский Дмитрий Михайлович    |                               |
| 1617-1626 | Новгородская четверть | Грамотин Иван Тарасьевич        |                               |
| 1619-1626 | Посольский приказ     | Грамотин Иван Тарасьевич        |                               |
| 1624-1626 | Золотая палата        | Грамотин Иван Тарасьевич        | Упомянут впервые              |
| 1619-1628 | Ямской приказ         | Пожарский Дмитрий Михайлович    |                               |
| 1621-1628 | Разбойный приказ      | Пожарский Дмитрий Михайлович    |                               |
| 1619-1629 | Книгопечатного дела   | Телепнёв Ефим Григорьевич       |                               |
| 1622-1642 | Большой казны         | Черкасский Иван Борисович       | За исключением 1638           |
| 1622-1642 | Иноземский приказ     | Черкасский Иван Борисович       | За исключением 1638           |
| 1622-1642 | Стрелецкий приказ     | Черкасский Иван Борисович       | За исключением 1638           |
| 1622-1637 | Аптекарский приказ    | Черкасский Иван Борисович       |                               |
| 1623-1624 | Приказных дел         | Черкасский Дмитрий Мамстрюкович |                               |
| 1624-1634 | Казанского дворца     | Черкасский Дмитрий Мамстрюкович |                               |
| 1624-1629 | Владимирский судный   | Одоевский Иван Никитич Меньшой  | Боярин. Первый раз: 1619-1621 |

## Начало правления
См. также: Список глав государств в 1624 году
- 1624—1642 — правление кардинала Ришельё, первого министра Людовика XIII, во Франции.

## Родились
См. также: Категория:Родившиеся в 1624 году

## Скончались
См. также: Категория:Умершие в 1624 году